# Herb gminy Fabianki
Herb gminy Fabianki – jeden z symboli gminy Fabianki.

## Wygląd i symbolika
Herb przedstawia na tarczy koloru niebieskiego złotą chustę (godło z herbu Nałęcz), przeszytą w słup srebrnym mieczem ze złotą rękojeścią.